# 味蕾

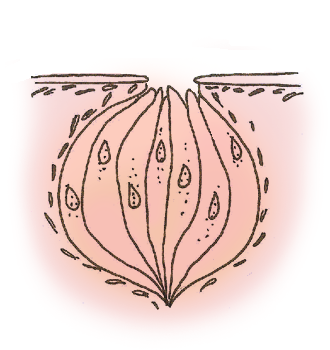
味蕾

味蕾（みらい、英: Taste buds）は、舌や軟口蓋にある食べ物の味を感じる小さな器官である。
人間の舌には約10,000個の味蕾がある。

## 乳頭の種類
舌の大多数の味蕾は、乳頭と呼ばれている舌面の高くなった突起に付いている。
人間の舌には4種類の乳頭がある。
1. 茸状乳頭(Fungiform papillae)
2. 糸状乳頭 (Filiform papillae)
3. 葉状乳頭(Foliate papillae)
4. 有郭乳頭(Circumvallate papillae)

このうち糸状乳頭のみが味蕾を持たない。

## 衰え
タバコ、アルコール、刺激物、加齢によって衰える。

## 味覚分布地図に関する誤解

味覚分布地図、1は苦みを2は酸味を3は塩味を4は甘味を感じるとされる。

一般的な通説として舌の異なる領域で異なる味を感じる味覚分布地図が存在すると言われている。実際には味蕾は全ての味を感じることができる。どの味も舌の全領域で感じられる。ただし、味覚が生じる刺激強度の閾値には部位によって差がある。
誤解の原書となった「味覚分布地図」は、1901年にフィロゾフィッシェ・シュトゥーディエンから出版されたヘーニック博士のドイツ語論文をアメリカのハーバード大学の心理学者エドウィン・ボーリングによって翻訳引用され、1942年に出版された「実証心理学の歴史における感覚と知覚」という書籍で一般に広まったといわれている。
この間違いは濾紙ディスク法などの味覚検査を行うことで容易に解明する程度の事実でありながら、長年にわたって医学の専門書にすら記載されている。
元々は1950年にドイツの生理学者によって発表された味覚地図というものがあり、その部分だけが強く感じるという表したものであり、その部分だけしか感じ取れないという誤解が広まってしまっている。

## 用語
円錐乳頭(conical papilla)
低い円錐状の乳頭であり、イヌ、ネコ、ブタの舌根に分布
レンズ状乳頭(lenticular papilla)
扁平なレンズ状乳頭であり、主に反芻類の舌背隆起部に分布